# Пресненская пересыльная тюрьма
Краснопресненская пересыльная тюрьма (ФКУ СИЗО-3 УФСИН России по г. Москве) — следственный изолятор, находящийся в районе Хорошёво-Мнёвники СЗАО города Москвы, по адресу: 1-й Силикатный проезд, дом № 11.

## История
Пресненская тюрьма была построена в 1900-е годы как Центральная пересыльная тюрьма. По проекту гражданского инженера Воейкова был построен корпус одиночных камер.
По другим сведениям, здания тюрьмы из силикатного кирпича были построены в 1938 году, но и до этого там было место содержания заключенных с деревянными бараками.
В период Большого террора 1937—1938 годов через Пресненскую пересыльную тюрьму прошли тысячи заключённых, отправляемых из Москвы в лагеря ГУЛАГа. Следственным изолятором тюрьма стала в 1960 году.

## В настоящее время
В настоящее время в учреждении работает интернет-магазин Архивная копия от 23 апреля 2011 на Wayback Machine следственных изоляторов УФСИН России по городу Москве. Представленный ассортимент продукции отобран и утверждён управлением ФСИН России по городу Москве.
Действует домовый храм во имя иконы Божией Матери «Споручница грешных», приписанный к храму Спаса Преображения в Тушине.
В декабре 2018 года в интервью газете «Московский комсомолец» заместитель главы Федеральной службы исполнения наказаний России Валерий Максименко сообщил о принятом решении закрыть СИЗО № 2 («Бутырский следственный изолятор») и № 3 («Пресненский следственный изолятор»). Вместо них за МКАД будет открыт новый СИЗО на 5 тысяч мест либо в районе Калужского шоссе (в Новой Москве), либо Дмитровского шоссе. Рассматривается также вопрос о закрытии СИЗО № 1 («Матросская Тишина»).